# Point to Point Tunneling Protocol
Point to Point Tunneling Protocol (w skrócie PPTP) – protokół komunikacyjny umożliwiający tworzenie wirtualnych sieci prywatnych wykorzystujących technologię tunelowania. Polega to na zdalnym dołączaniu się do stacji roboczych lub sieci (głównie opartych na systemie operacyjnym Windows) za pośrednictwem Internetu i tworzeniu wirtualnego połączenia z siecią lokalną (np. firmową). Ma zapewnić jednocześnie zachowanie bezpieczeństwa przy zdalnym przesyłaniu danych. Inicjalizacja połączenia wykonywana jest na port 1723.
Najbardziej rozpowszechniona i jednocześnie zawierająca najwięcej podatności na błędy implementacja protokołu PPTP została opracowana przez firmę Microsoft. Protokół PPTP stanowi standardowe wyposażenie systemu operacyjnego Windows od wersji 98 i NT. Od momentu powstania protokół PPTP, w implementacji firmy Microsoft, był wielokrotnie łamany i jego stosowanie w poważnych zastosowaniach nie gwarantuje odpowiedniego poziomu bezpieczeństwa przesyłanych danych.
W celu zapewnienia kompatybilności z popularnymi systemami Windows konfiguracja serwera PPTP możliwa jest również w innych systemach operacyjnych. Przykładem może być PoPToP przeznaczony do systemów Linux, OpenBSD oraz FreeBSD. Zaleca się jednak stosowanie innych rozwiązań opartych na otwartym oprogramowaniu.